# ЕИ Опек
Предузеће „Еи-Опек“ а.д. Ниш је предузеће из Србије  које се налази у Нишу. "Еи-опек" је акционарско друштво за истраживање, развој и производњу оптоелектронских компонемата и уређаја
Предузеће је стационирано у кругу некадашње Електронске индустрије Ниш.  

## Производни програм
Предузеће је намењено за истраживање, развој и производњу оптоелектронских компонената и уређаја.Предузеће се бави и пројектовањем и производњом сложених електронских уређаја и система према захтевима купаца из области примењене електронике и телекомуникација. Производи се примењују у : прехрамбеној,фармацеутској, гумарској и хемијској индустрији.

## Историја
Предузеће је основано 15.06.1991. године и бавило се развојем и производњом оптоелектронских сензора за војне потребе. Као акционарско друштво постоји од 27.10.2004.године.

## Директори
Љубинка Стефановић Младенов